# Andinorites
Andinorites is een geslacht van kevers uit de familie van de loopkevers (Carabidae). De wetenschappelijke naam van het geslacht is voor het eerst geldig gepubliceerd in 1980 door Mateu & Belles.

## Soorten
Het geslacht Andinorites omvat de volgende soorten:
- Andinorites atahualpai M.Etonti &Mateu, 2000
- Andinorites convexus Mateu & Belles, 1980
- Andinorites crypticola Mateu & Belles, 1980
- Andinorites peruvianus Mateu & Belles, 1980
- Andinorites striatus Mateu & Belles, 1980
- Andinorites troglophilus Mateu & Belles, 1980
- Andinorites vilchezi Mateu & Belles, 1980